# Thomas Pontzen
Thomas Pontzen (* 9. April 1959) ist ein ehemaliger deutscher Fußballspieler. Für die SG Union Solingen bestritt der Abwehrspieler in den 1980er Jahren 99 Partien in der 2. Bundesliga.

## Sportlicher Werdegang
Pontzen spielte zu Beginn der 1980er Jahre für den Rheydter SV in der seinerzeit fünftklassigen Landesliga Niederrhein. 1982 wechselte er zur SG Union Solingen in die 2. Bundesliga. Im September des Jahres debütierte er unter Trainer Lothar Kleim als Einwechselspieler für den verletzten Jürgen Elm beim 1:1-Unentschieden im Auswärtsspiel bei den Stuttgarter Kickers in der zweithöchsten Spielklasse. Bis zu dessen Genesung stand er kurzzeitig in der Folge in der Startelf. Im weiteren Saisonverlauf schwankte er zwischen Startformation und Ersatzbank, erst unter dem zwischenzeitlich übernehmenden Trainer Eckhard Krautzun kam er gegen Saisonende dabei häufiger zum Einsatz. Im Rückspiel gegen die Stuttgarter erzielte er beim 2:2-Remis sein erstes Profitor. Im Sommer 1983 übernahm Hans-Georg Linnert den Trainerposten, fortan war Pontzen Stammspieler und trug in 30 Spielen zum Erreichen des fünften Tabellenplatzes in der Spielzeit 1983/84 bei. Die folgende Spielzeit war von verletzungsbedingten Pausen überschattet, die nur fünf Saisoneinsätze zuließen. Anschließend war er wieder Stammspieler, in der Spielzeit 1985/86 lief er in 32 Partien auf und war mit fünf Saisontoren relativ erfolgreich. Unter Manfred Krafft spielte er in der Folgesaison bis zum Herbst noch weitere elf Saisonspiele, ehe er sich vom Klub verabschiedete.
Später lief er wieder für den Rheydter SV auf, der zwischenzeitlich in die drittklassige Oberliga Nordrhein aufgestiegen war. Als Vizemeister der Spielzeit 1989/90 nahm die Mannschaft an der Deutschen Amateurmeisterschaft  1990 teil, dort kam er aber beim Finaleinzug nicht zum Einsatz.